# Степановка (Буинский район)
Степановка (тат. Степановка) — село в Буинском районе Республики Татарстан России. Входит в состав Большефроловского сельского поселения.

## География
Село находится в юго-западной части Татарстана, в зоне хвойно-широколиственных лесов, в пределах восточной окраины Приволжской возвышенности, на правом берегу реки Тоши, при автодороге Р241, на расстоянии примерно 3 километров (по прямой) к северо-востоку от города Буинска, административного центра района. Абсолютная высота — 89 метров над уровнем моря.

### Климат
Климат характеризуются как умеренно континентальный, с умеренно холодной продолжительной зимой и тёплым летом. Среднегодовая температура воздуха составляет 3,9 °С. Средняя температура воздуха самого холодного месяца (января) — −11,1 °C (абсолютный минимум — −48 °C); самого тёплого месяца (июля) — 19,3 °C (абсолютный максимум — 39 °C). Безморозный период длится 125—130 дней. Среднегодовое количество атмосферных осадков составляет 483,1 мм, из которых около 345 мм выпадает в период с апреля по октябрь.

### Часовой пояс
Село Степановка, как и весь Татарстан, находится в часовой зоне МСК (московское время). Смещение применяемого времени относительно UTC составляет +3:00.

## История
Основано в первой трети XVIII века. В дореволюционных источниках известна также под названием Мельничная Карланга. До отмены крепостного права жители относились к категориям государственных и помещичьих крестьян. В начале XX века действовали церковно-приходская школа, водяная и две ветряные мельницы, кузница и три мелочные лавки.

## Население
Население села Степановка в 2011 году составляло 129 человек.
| 1782 | 1859 | 1908 | 1920 | 1926 | 1938 | 1949 | 1958 | 1970 | 1979 | 1989 | 2002 | 2008 | 2011 |
| ---- | ---- | ---- | ---- | ---- | ---- | ---- | ---- | ---- | ---- | ---- | ---- | ---- | ---- |
| 68   | 415  | 995  | 831  | 688  | 741  | 413  | 286  | 178  | 135  | 120  | 137  | 129  | 129  |

### Национальный состав
Согласно результатам переписи 2002 года, в национальной структуре населения русские составляли 68 %.